# 萩风号驱逐舰
萩風是大日本帝國海軍的驅逐艦。陽炎型驅逐艦17號艦。曾参加过中途岛海战，用两发鱼雷擊沈了受重创的赤城號航空母艦。1943年8月7日，在维拉湾海战中遭美国驱逐舰丹洛普號(DD-384)、克拉文號(DD-382)和莫里(DD-401)擊沉。遭擊沉的位置是(07°50′S 156°55′E / 7.833°S 156.917°E)。

## 艦歷

### 維拉灣海戰
1943年8月5日，為了向科隆班加拉島運送人員與物資，由第4驅逐隊司令杉浦嘉十大佐指揮萩風、嵐、江風、時雨共4艘驅逐艦進行東京快車運輸(日本稱之為鼠運輸)從拉包爾出發，以單縱陣、時速30節向目的地航行。途中，艦隊遭到6艘裝備有雷達的美軍驅逐艦（丹洛普號、克拉文號、莫里號、朗格號、斯特瑞特號、斯塔克號）伏擊，在首波攻擊中，美軍一共發射了24枚魚雷，四艘驅逐艦皆遭擊中。「江風」當場遭到擊沉，而「萩風」與「嵐」則持續遭到美軍驅逐艦砲擊，最後嵐在大火中沉沒，「萩風」則在全員棄船後的下午10點15分沉沒。在單縱陣最後方的時雨則因魚雷未引爆而未遭到擊沉，隨後利用夜色平安撤退，與完成向布因運送物資的輕巡洋艦「川内」合流。在這次戰鬥中，江風共有169名船員陣亡，而萩風與嵐共有178人陣亡，另外任務中運送的940人的增援部隊中約有840人陣亡，第4驅逐隊司令杉浦嘉十大佐則幸運生還。這次的任務完全失敗，而第4驅逐隊（嵐、萩風、野分、舞風）也因「萩風」與「嵐」遭擊沉而使戰力大減。10月15日，萩風以不知火型驅逐艦的身分除籍。

## 歴代艦長

### 艤装員長
1. 井上良雄 中佐：1940年11月15日 -

### 駆逐艦長
1. 井上良雄 中佐：1941年 3月31日 -
2. 岩上次一 中佐：1942年 5月 5日 -
3. 畑野健二 少佐：1942年 9月 8日 -
4. 馬越正博 少佐：1943年 6月16日 -